# 本岡なり美
本岡 なり美（もとおか なりみ、6月13日 - ）は、日本のフリーアナウンサー、気象予報士（登録番号9000）。エス・オー・プロモーション所属。

## 人物
- 主に情報番組のキャスターを中心に活動する。

- 幼少期は関西の方に在住。生まれた時からのうさぎのぬいぐるみを大切にしている。小学生の時、友達から「なしとりんごとみかんのなりみちゃん」と言われたことがあり、「なし☆りんご☆みかん」は自身のブログタイトルとなっている。

- 女子校に通った中学、高校時代は、作文の優秀賞を数多く受賞。大学時代は、サークル活動としては、児童にボランティアで人形劇を演じる。また、刑法や中国語など、幅広い教養を得る。川越で塾講師のアルバイトをしていた時期もある。

- その後、中国語検定3級/2種証券外務員/2級ファイナンシャル・プランニング技能士/現代用語能力検定3級/アナウンス検定2級など様々な資格を持つ。

- 2005年度には宝くじ幸運の女神に選ばれ、全国各地でキャンペーン運動を行った。

- 2007年7月から12月にかけて各地で行われた「地デジ体感全国キャラバン」のグループ「レッツ!地デジ隊」を務めた。その縁で、テレビ埼玉では、他にアナウンサーがいるにもかかわらず、同局の地上デジタル放送推進大使にそのまま横滑りした。

- 趣味は、ショッピング、カラオケ、国内旅行（現在45都道府県制覇）、郷土料理の食べ歩き、中国語会話、華流ドラマ鑑賞、Chinese POPなど。

- 2008年4月 - 2010年3月までテレビ埼玉の契約アナウンサーとして活動。

## 現在の出演番組
- はっぴる船橋習志野（千葉県内JCN4局）
- 先読みマンスリーアウトルック（東海東京TV）
- 足立区NEWS（あだちシティビジョン）

## 過去の出演番組
- 足立情報タイム530 「あしタネ」担当（ケーブルテレビ足立、2007年度）
- 愛媛県 瀬戸内紀行（2007年）
- ひるたま（テレビ埼玉、2008年4月 - 2009年3月、月・水・金アシスタント）
- ごごたま（テレビ埼玉、2008年4月 - 2010年3月、月・水・金アシスタント）
- トピためっ!（JCN足立、水・木曜キャスター）
- お願い!ランキング（テレビ朝日、2011年8月4日）
- キャッチ!世界の視点 気象情報（NHK BS1、2015年7月 - 12月）
- デイリー中野（JCN中野、金曜キャスター）
- デイリー埼玉（JCN埼玉、火曜キャスター）